# Kayar
Kayar est une petite ville côtière du Sénégal située à environ 58 km au nord de Dakar, sur la Grande-Côte.

## Administration
Kayar fait partie du département de Thiès et de la région de Thiès. La localité a été érigée en commune en 2002.Le maire actuel est M. Aliou Ndoye.

## Géographie
À vol d'oiseau, les localités les plus proches sont Ndiokhob Guédji, Mbawane, Beer, Tieudem, Keur Abdou Ndoye et Ndoyène.
La commune de Kayar se situe sur la partie sud de la Grande-Côte sénégalaise, plus précisément à 58 km de Dakar et à 40 km au nord-ouest de la région de Thiès.

### Population
Lors du recensement de 2002, la population était de 16 527 habitants.

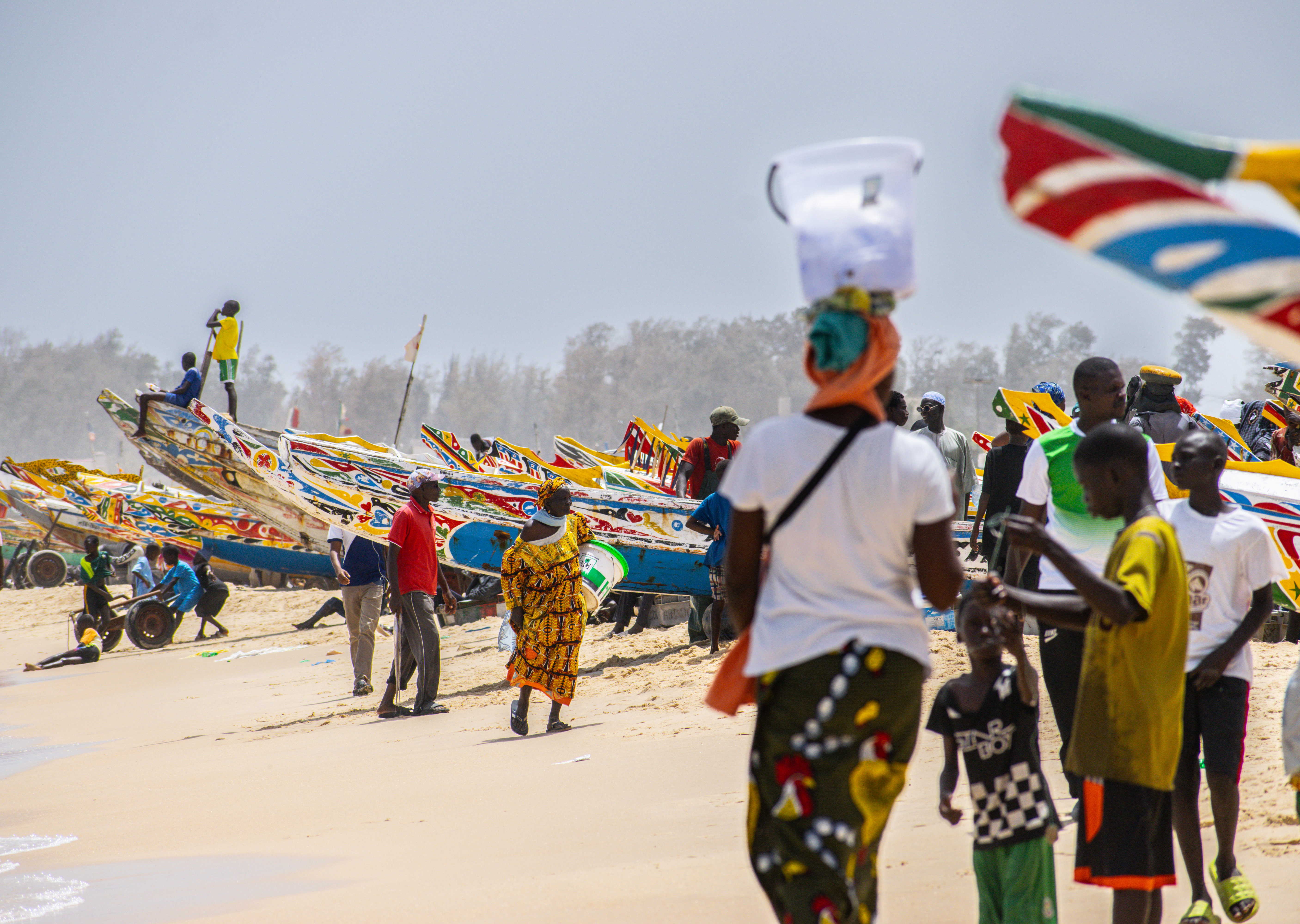
Aire Marine Protégée de Cayar

En 2007, selon les estimations officielles, Kayar compterait 18 010 personnes.

### Activités économiques
La pêche artisanale est la principale activité de Kayar. Chaque soir des centaines de pirogues déchargent sur la plage des tonnes de poissons qui nourriront la population de la presqu'île du Cap-Vert. Cependant, les pêcheurs doivent aller de plus en plus loin pour rapporter des prises de plus en plus petites.

Retour de la pêche.
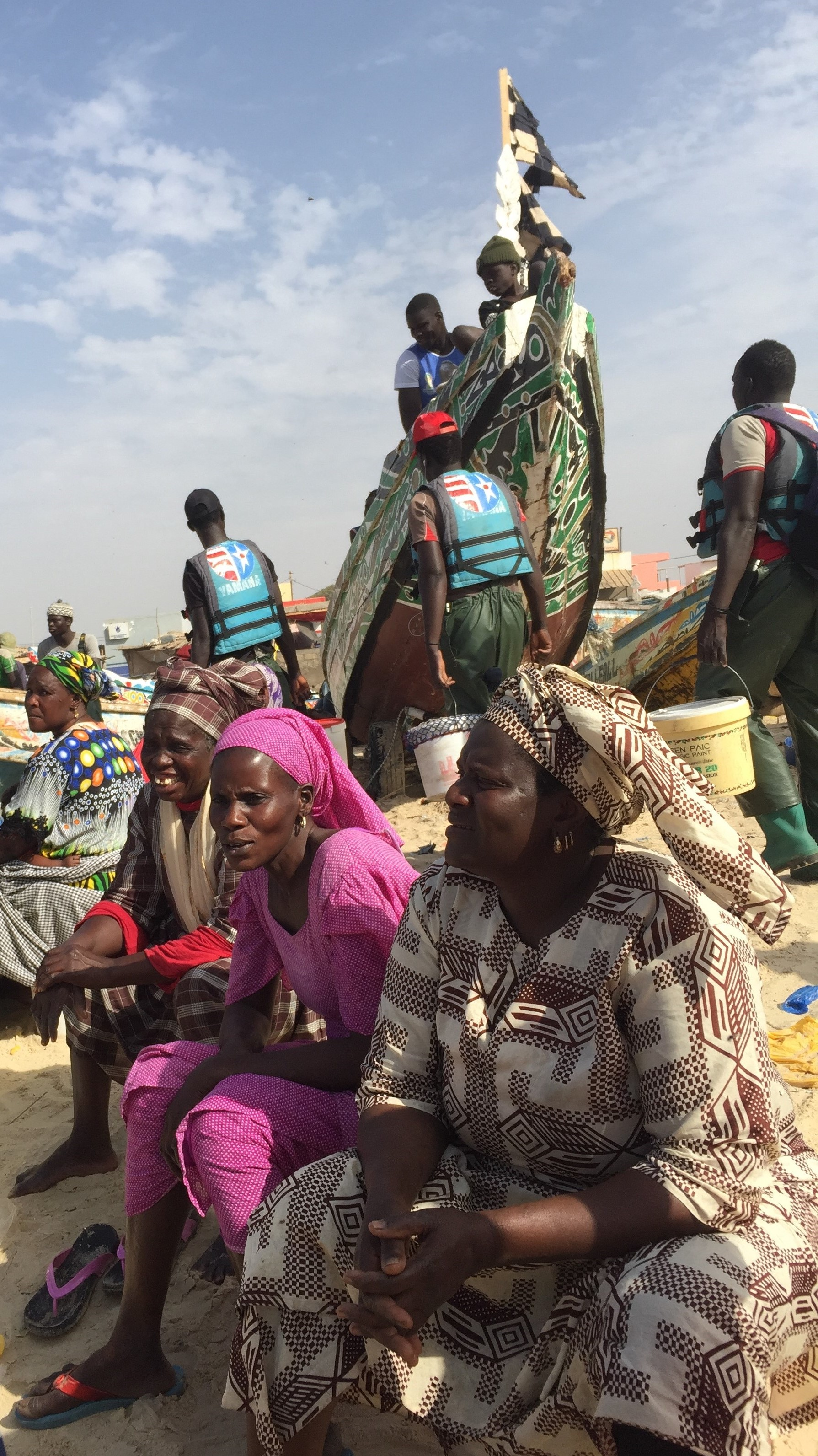
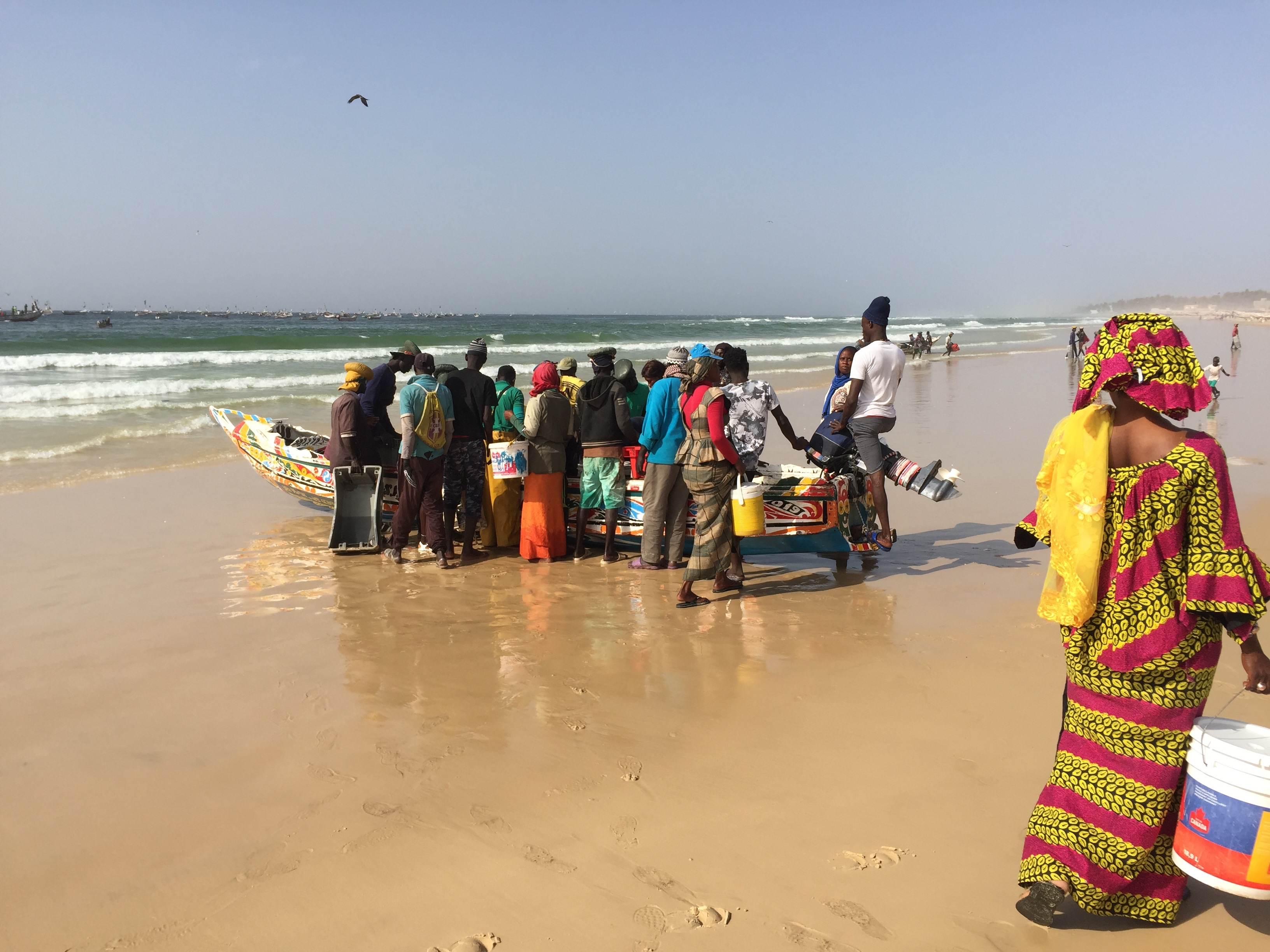
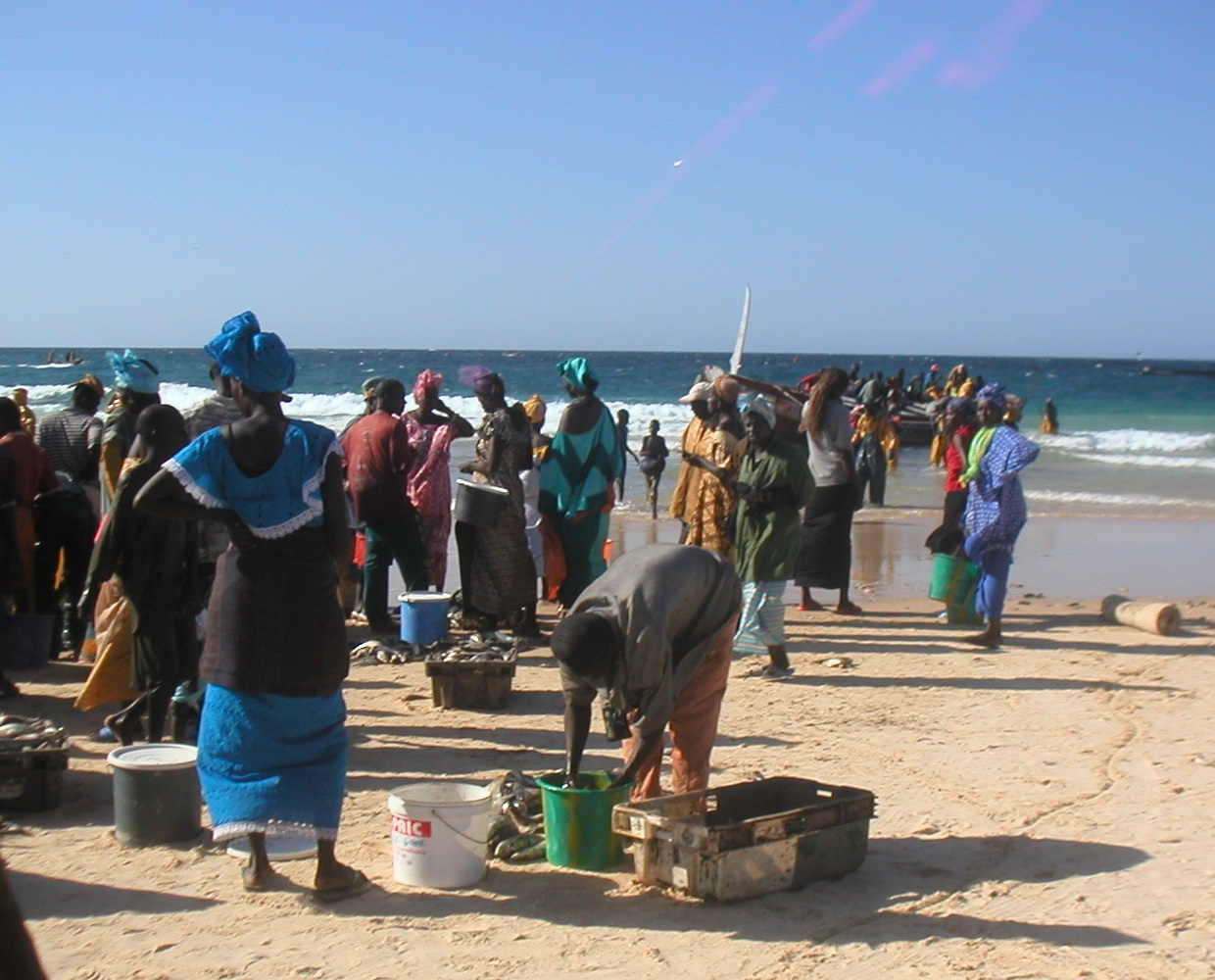
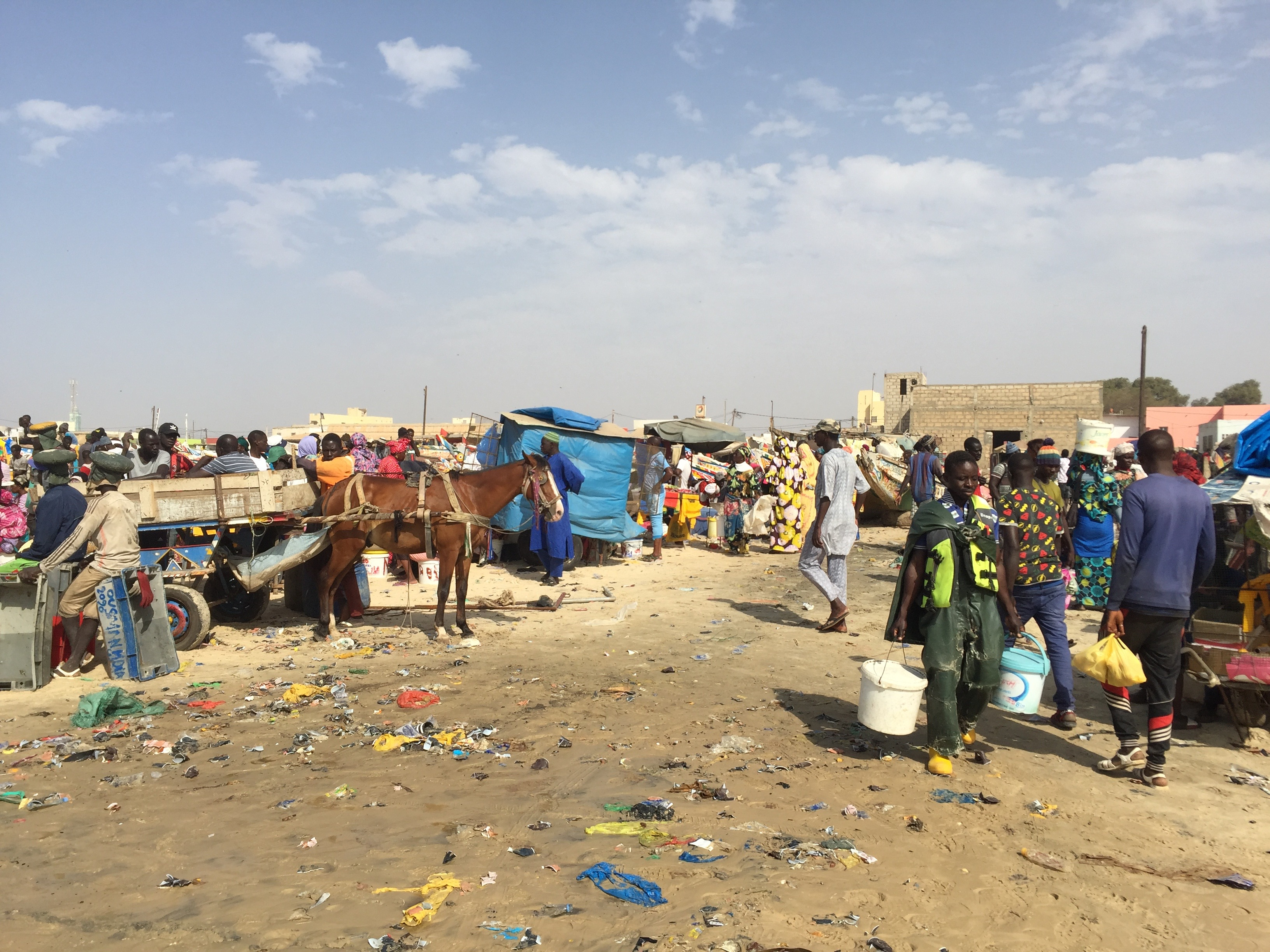
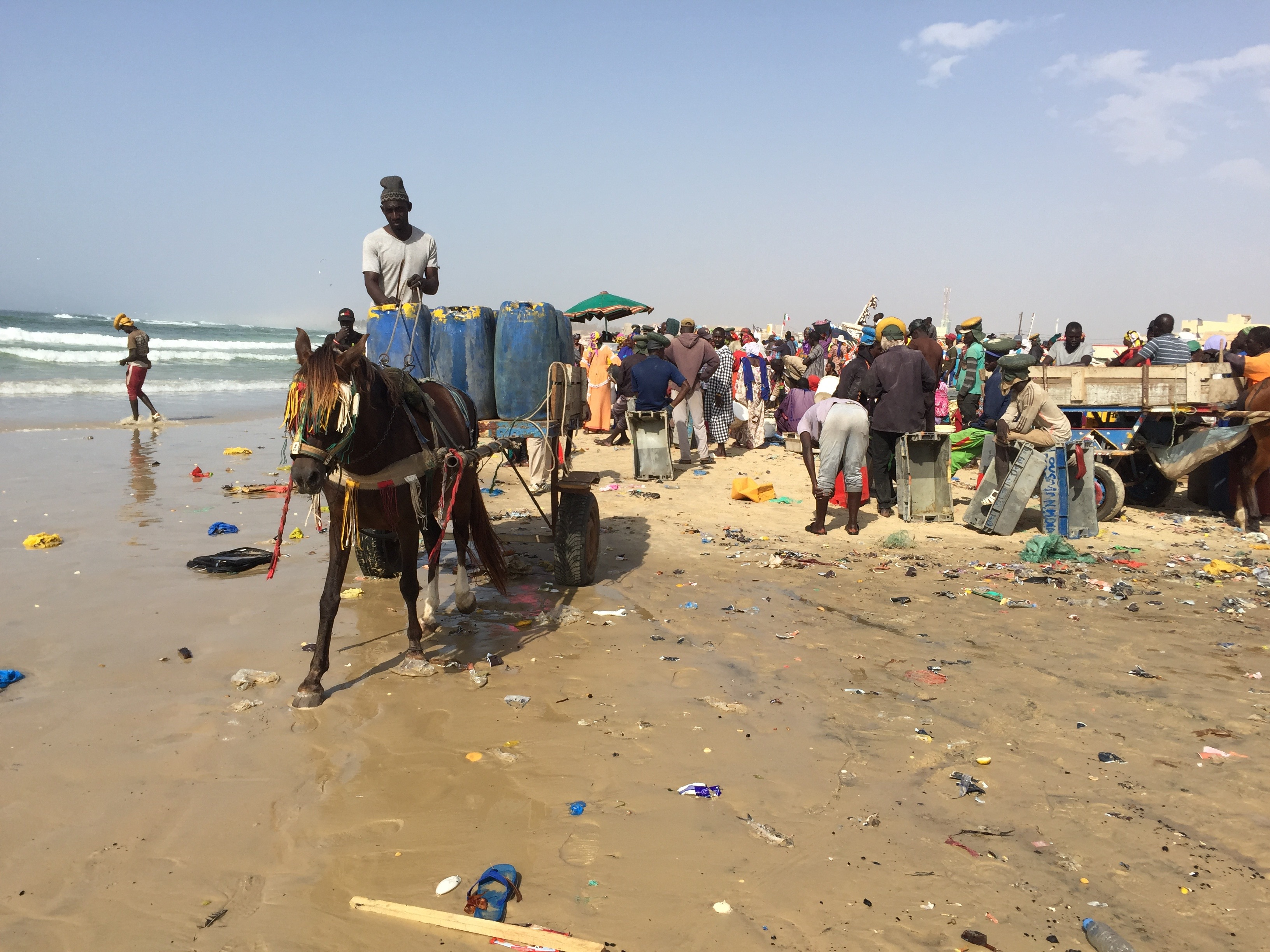
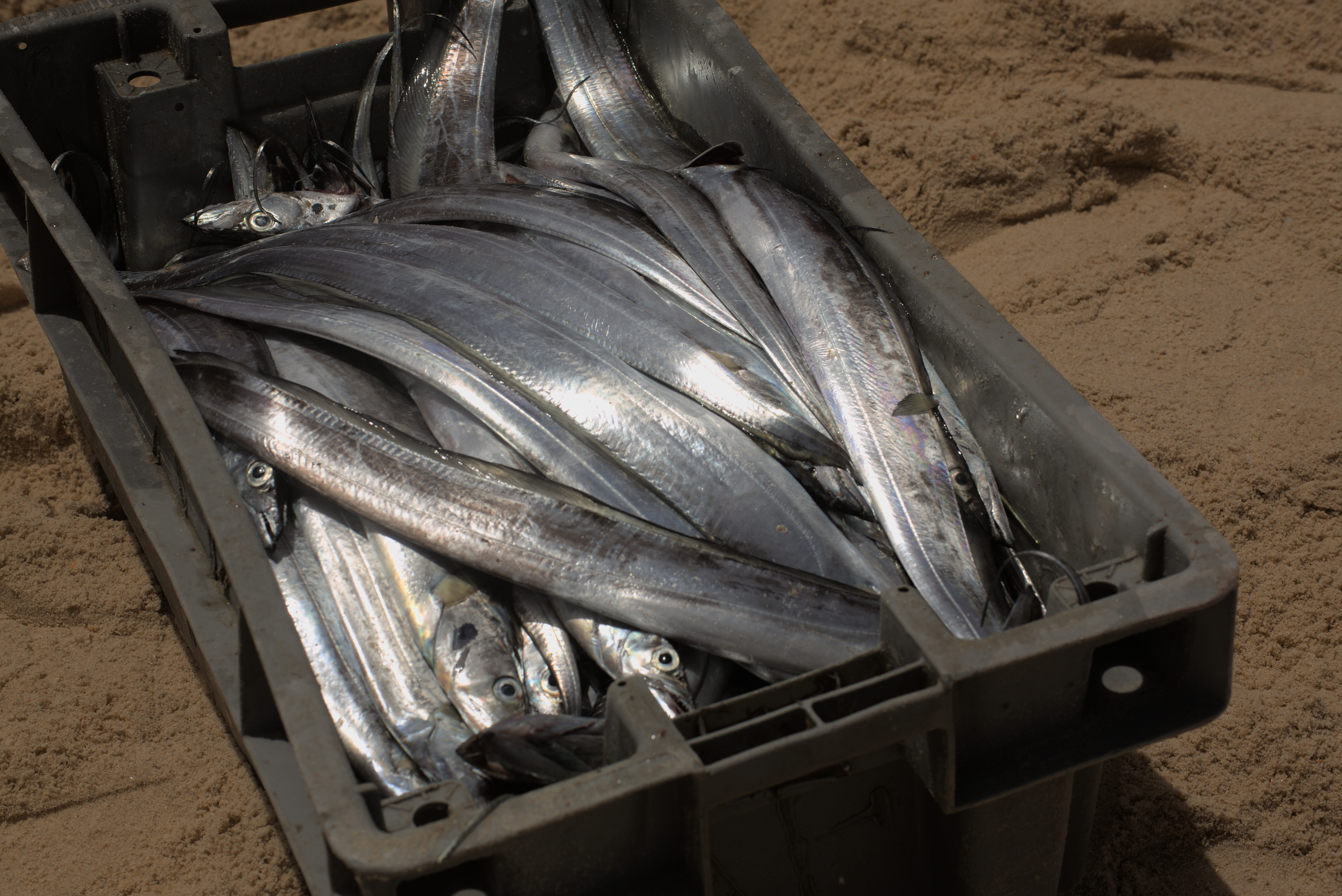
Caisse poisson plage de Cayar

Le Conseil local de la pêche artisanale (CLPA) a été installé à Kayar par le Directeur de l’Océanographie et des pêches maritimes.
Les nombreuses tentatives d'émigration clandestine au départ de Kayar ont récemment attiré l'attention des médias sur ce village de pêcheurs.
L'agriculture aussi est train de gagner du terrain dans la ville avec la culture de la pomme de terre, de l’arachide et les cultures maraîchères.

## Jumelages
Kayar est actuellement jumelé avec la ville de Lorient (Morbihan, Bretagne) en France.

### Cartographie
- Carte des atterrages du Cap Vert de Cayar au Cap de Naze. Levée en 1875-1876 ... par M.A. Besson, Paris, 1877 (conservée à la British Library)